# Der rote Sultan
Der rote Sultan, auch bekannt unter dem Titel Abdul Hamid, ist ein britischer Historien- und Abenteuerfilm aus dem Jahre 1935. Unter der Regie von Karl Grune übernahm Fritz Kortner die Titelrolle.

## Handlung
Im Mittelpunkt des Geschehens steht der Titelheld Abdul Hamid, der von 1876 bis 1909 als despotischer Sultan dem Osmanischen Reich vorstand. Sein Regiment ist ebenso blutrünstig wie grausam. Eines Tages ruft der Sultan den Führer der Jungtürken aus dem Exil in die alte Heimat zurück, um dort eine demokratisch legitimierte Regierung zu bilden. Doch von Anbeginn gibt es Intrigen hinter den Kulissen, und man geht mit Hauen und Stechen gegen etwaige Gegner vor. Abdul Hamid lässt von seinem Polizeichef Kadar Pasha, getarnt mit einem weißen Fes, der ein eindeutiges Erkennungszeichen der Jungtürkenbewegung ist, den Anführer der alttürkischen Partei ermorden. Damit hat der Sultan endlich eine Handhabe gegen die ihm nicht genehmen Jungtürken, deren neue Regierung er daraufhin stürzt und deren Anführer verhaften und hinrichten lässt.
Doch Kadar Pasha hat bei seinem schmutzigen Auftrag einen entscheidenden Fehler gemacht: Es gibt einen Überlebenden. Er heißt Talak Pasha, dient als Hauptmann in der Armee und erkennt den skrupellosen Polizeichef als Täter wieder. Talaks Rettung kommt in Gestalt der zauberhaften Wiener Schauspielerin Therese Alder daher, die sich bereit erklärt, in den Harem des Sultans einzutreten, wenn dieser im Gegenzug Talaks Leben schütze. Tatsächlich wird der Jungtürke freigelassen und schließt sich daraufhin augenblicklich den Rebellen an, die sich im damals noch türkisch besetzten Saloniki versammelt haben. Ein großer Aufstand wird vorbereitet, um alsbald die Schreckensherrschaft von Abdul Hamid zu beenden.

## Produktionsnotizen
Der rote Sultan war die erste Regiearbeit Karl Grunes im englischen Exil. Gedreht wurde Ende 1934 unter anderem in Istanbul (Außenaufnahmen). Der Film passierte die Zensur im Februar 1935, die Uraufführung von Der rote Sultan fand im März 1935 im Londoner Regal-Hotel im Rahmen einer Interessensvorführung statt. In Karl Grunes alter Heimat Österreich wurde der Film am 15. Mai 1935 erstmals in Wien (in Originalfassung mit deutschen Untertiteln) gezeigt. Dort lief er unter dem Titel Abdul Hamid. Der Massenstart in den britischen Kinos war hingegen erst am 23. September 1935.
Hauptdarsteller Kortner war ebenfalls am Drehbuch beteiligt, blieb aber ungenannt.
Der Film gilt als einer der wichtigen Beiträge deutschsprachiger Emigranten im britischen Exil zur Zeit des Dritten Reichs. Neben Kortner und Grune waren auch Max Schach (Produktion), Hanns Eisler (Filmkomposition), Joe Strassner (Kostüme), Otto Kanturek (Kamera) und Walter Rilla, der den Hassan Bey verkörperte, beteiligt.

## Kritiken
Der Film war einerseits ein buntes Abenteuerstück, steckte aber andererseits voller Anspielungen auf Hitler-Deutschland und jüngst zurückliegende Vorgänge wie den sogenannten Röhm-Putsch:
So heißt es im Buch London Calling: „Der Film, der in seiner allegorischen Behandlung des Nazismus am deutlichsten wird, dürfte Karl Grunes ABDUL THE DAMNED (1934/35) sein. In ABDUL THE DAMNED befiehlt der despotische, unter Verfolgungswahn leidende Sultan Abdul Hamid seinem Polizeichef, die jungtürkische Rebellen zu unterwandern, sie in Mißkredit zu bringen und schließlich den alt-türkischen Führer Hassan Bey zu ermorden. Mag die Geschichte vom Aufstand der Jungtürken auch im Jahr 1908 spielen – der von Fritz Kortner gespielte Abdul wirkt wie eine allegorische Darstellung Hitlers, das Massaker an den Jungtürken erinnert an die Ermordung Ernst Röhms und seiner SA-Führer durch Mitglieder der SS im Jahre 1934.“
Wiens Neue Freie Presse berichtete in der Ausgabe vom 16. Mai 1935: „Richtiger, effektvoller Filmstoff, von dem vielfach begabten Wiener Autor Robert Neumann mit Phantasie aus der Zeitgeschichte geholt und in Gemeinschaft mit dem Regisseur Karl Grune wirksam gestaltet. Manchmal ist es schon zuviel des milieu-echt Schlechten und Bösen, weil die Greuel und die Tötungen allzu gewissenhaft gehäuft sind, so daß stellenweise ein Kolportageeindruck entsteht, der auch durch das etwas banale Liebes- und Haremsschicksal einer Wiener Operettensängerin und durch den reichlichen Revueaufwand nicht gemildert wird. Dagegen ist photographisch alles rein künstlerisch gesehen und wiedergegeben und auch die interessante und farbige Musik Hanns Eislers hat starke Charakterisierungs- und Stimmungskraft. Am besten und wertvollsten ist der Film dort, wo er das menschliche Wesen des unmenschlichen Abdul Hamid bloßlegt. Eine große schauspielerische Aufgabe und zugleich eine Doppelrolle, in der Fritz Kortner nun auch in englischer Sprache seine starke Begabung für unheimliche, komplizierte und schwache Charaktere erweist.“
In der Österreichischen Film-Zeitung ist in der Ausgabe vom 17. Mai 1935 auf Seite 2 zu lesen: „Fritz Kortner, in der Doppelrolle des Sultans und seines Doppelgängers, bietet eine eindringliche schauspielerische Leistung, die Abdul Hamid II. mehr als Opfer der unglücklichen Konstellationen denn als Tyrannen zeigt. Eine Glanzleistung der Polizeichef Nils Asthers. (…) Karl Grune hat den Film farbenprächtig und eindrucksvoll nach dem Drehbuch von Robert Neumann inszeniert.“
Emile Grant (d. i. Erich Kaiser) schrieb im Pariser Tageblatt: „So bietet dieser Film dem Nachdenklichen interessante Vergleichsmöglichkeiten. Die Story baut sich auf Robert Neumanns bekanntem Buch auf und würde vielleicht noch wirksamer werden, wenn die Regie, für die der sonst so ausgezeichnete Karl Grune verantwortlich zeichnet, mehr Tempo eingelegt hätte. So wirkt der Ablauf der Handlung etwas unvermittelt und die Höhepunkte erhalten nicht die volle Akzentuierung.“
Kay Weniger nannte in Karl Grunes Biografie den Film „ein weit hergeholtes Abenteuerstück“.
Halliwell‘s Film Guide charakterisierte Der rote Sultan wie folgt: „Throroughgoing hokum, well produced, which pleased some people in its day“.